# Френдсвуд (Тексас)
Френдсвуд (енгл. Friendswood) град је у америчкој савезној држави Тексас. По попису становништва из 2010. у њему је живело 35.805 становника.

## Демографија
Према попису становништва из 2010. у граду је живело 35.805 становника, што је 6.768 (23,3%) становника више него 2000. године.
| Група             | 2000.          | 2010.          |
| Белци             | 24.548 (84,5%) | 27.733 (77,5%) |
| Афроамериканци    | 783 (2,7%)     | 1.232 (3,4%)   |
| Азијати           | 695 (2,4%)     | 1.735 (4,8%)   |
| Хиспаноамериканци | 2.553 (8,8%)   | 4.470 (12,5%)  |
| Укупно            | 29.037         | 35.805         |